# Lanificio Cazzola
Il lanificio Cazzola è stato un lanificio italiano di Schio, oggi riutilizzato ad uso residenziale e direzionale; esso risulta particolarmente interessante per il patrimonio di archeologia industriale rappresentato dagli antichi stabilimenti industriali di cui è composto.

## Storia
Il lanificio Cazzola fu fondato nel 1860 nell'area già occupata dai vecchi folli di proprietà Rubini-Pizzolato nella periferia a Nord-Ovest del centro abitato di Schio, in prossimità della Roggia Maestra, da Pietro Cazzola, piccolo imprenditore artigiano già attivo nella produzione di collanti.
L'attività fu gestita e sviluppata successivamente dal figlio Luigi al quale si devono anche le più significative testimonianze architettoniche ancor oggi visibili. L'attività aziendale fu forzatamente interrotta durante la prima guerra mondiale; gli stabili del lanificio ospitarono infatti l'ospedale militare gestito dalla Croce Rossa Americana, dove operò anche Ernest Hemingway, mentre la produzione fu trasferita lontana dal fronte, a Vedano al Lambro.
Conclusa la parentesi bellica, il lanificio si specializzò nella produzione di tessuti cardati, riuscendo a competere negli anni venti con la concorrenza europea, anche grazie ad una accorta politica di rinnovamento tecnologico e soprattutto energetico, perseguita mediante la costruzione di centrali idroelettriche (la prima nel 1925, la seconda nel 1930) lungo il corso del torrente Leogra, nel territorio di Valli del Pasubio; entrambe le centrali sono ancor oggi attive.

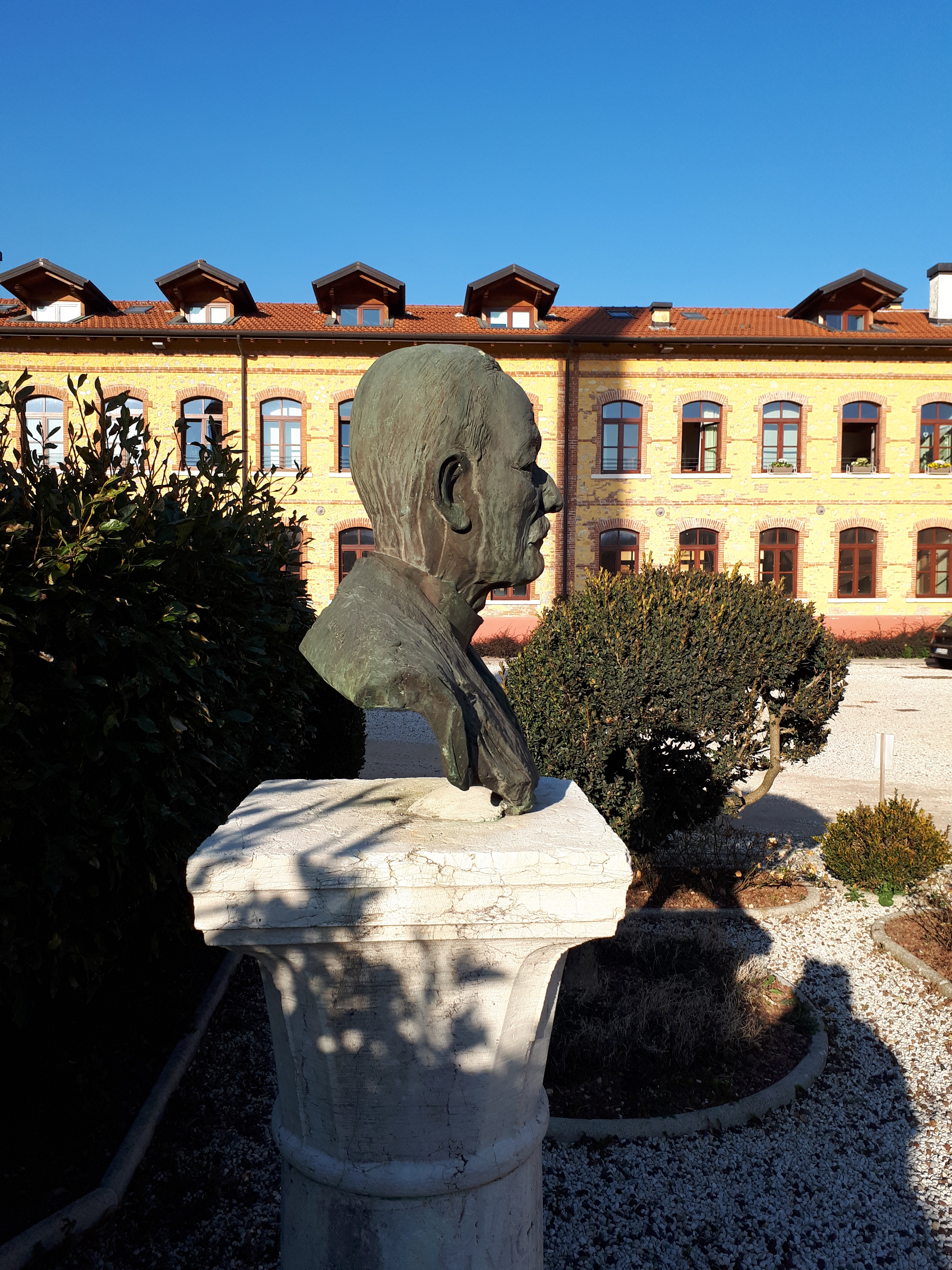
La scultura bronzea dedicata a Luigi Cazzola. Sullo sfondo reparti del lanificio un tempo adibiti a magazzini e spaccio

L'amministrazione del Lanificio Cazzola passò nel 1932 a Pietro, figlio di Luigi, che guidò l'azienda fino al 1950, garantendo una favorevole gestione e la realizzazione di nuovi stabilimenti produttivi. A partire dal 1955 il lanificio, non più controllato dalla famiglia Cazzola, fu rilevato da società di gestione esterne, che tentarono di allargare la produzione a filati di cotone e misto seta. La situazione si aggravò in seguito al fallimento del Gruppo Dalle Carbonare che controllava l'azienda. Acquisito da altri gruppi industriali, il Lanificio Cazzola cessò definitivamente la propria attività nel 1991. Successivamente fu acquisito da una società di costruzioni che elaborò un ambizioso progetto di recupero degli stabili, con cambio di destinazione d'uso da produttivo a residenziale e direzionale. L'operazione, iniziata nel 2004 ed ancora in corso, prevede una convenzione pubblico-privata con il Comune di Schio, il quale ha concordato che alcuni ambienti storici siano riservati ad uso museale, sia realizzato un passaggio pubblico pedonale lungo il corso della Roggia Maestra all'interno dell'area Cazzola, passante vicino all'originale sistema di chiuse, alla primitiva centrale idroelettrica con annesso locale turbine e salto d'acqua di circa 4 metri.

## Descrizione
Il prospetto principale del lanificio si sviluppa lungo Via Riboli attraverso una lunga palazzina di due piani edificata tra il 1893 ed il 1897 intonacata con un vivace colore giallo e forata da numerose finestre rettangolari. La sezione centrale del fabbricato, un tempo sede degli uffici amministrativi, è interrotta dall'elegante corpo con tetto a capanna, orologio e raffinato poggiolo in legno; esso definisce l'ingresso principale del lanificio. Il portico d'accesso è nobilitato da lapidi commemorative ed allegoriche.

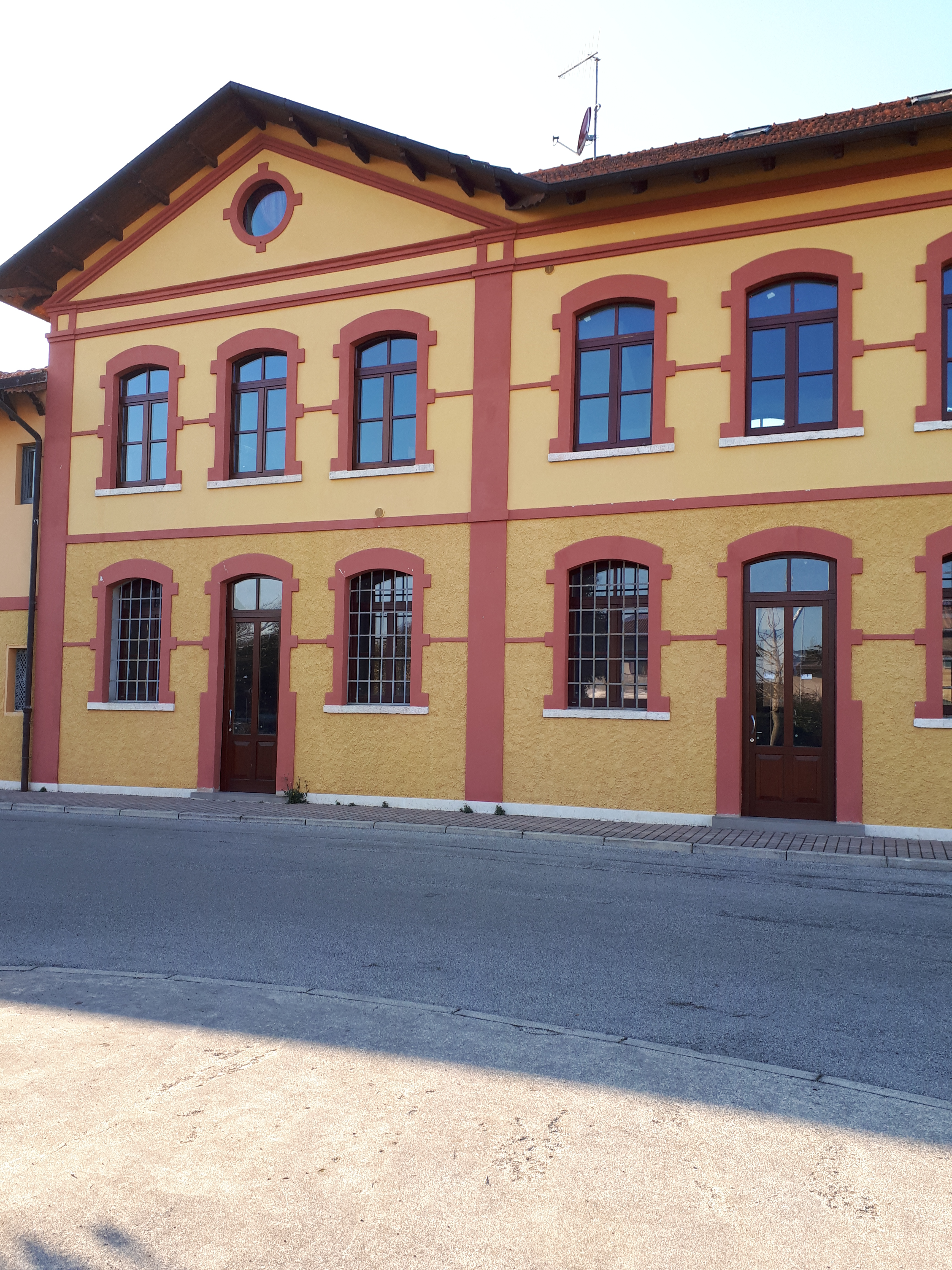
Padiglioni del lanificio ripresi dal cortile interno

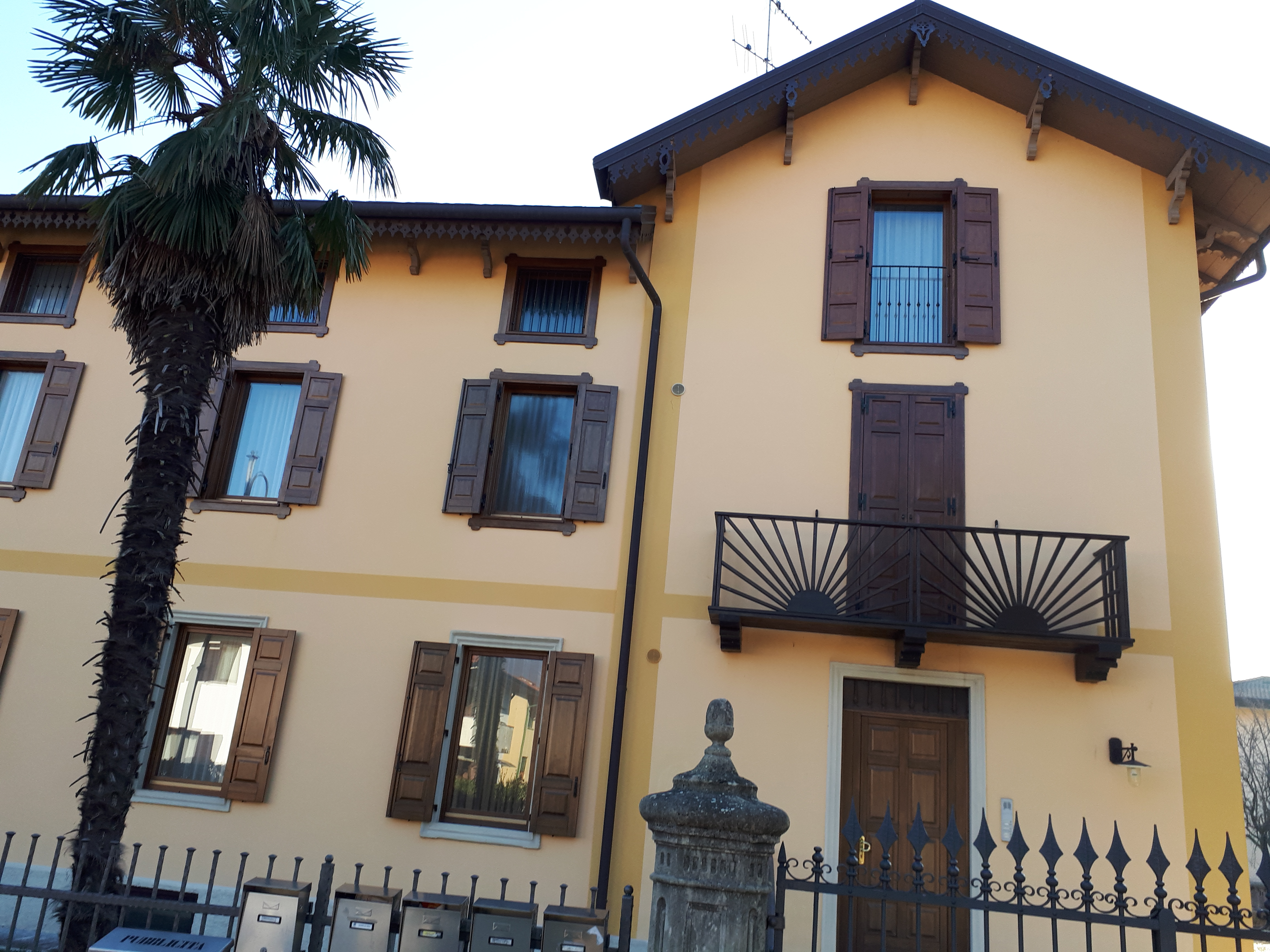
Particolare del villino di Luigi Cazzola

Il portico dà accesso al vasto cortile, concluso verso nord da un piccolo giardinetto dove è collocato un busto bronzeo di Luigi Cazzola, principale artefice dei successi del lanificio. Dietro il giardinetto si sviluppa un corpo di fabbrica (l'antico reparto finissaggio) con finiture in cotto e grande terrazzone un tempo utilizzato per asciugare i panni lavorati.
Sul lato est del prospetto principale si sviluppa un ulteriore edificio che costeggia prima e sormonta poi la Roggia Maestra. Questi padiglioni, che ospitavano i magazzini e lo spaccio, sono caratterizzati dalle numerose finestre incorniciate in laterizio, dal grezzo intonaco tinta ocra e dalle lesene rossastre. Un suggestivo scorcio permette di vedere l'uscita allo scoperto di due bracci distinti della roggia che si ricongiungono proprio di fronte a questi edifici. All'interno dell'area del lanificio, lungo il corso della Roggia Maestra, si trova il locale con le turbine originali ed il sistema di chiuse ancora integro.
Ad ovest si forma il basso fabbricato costituito da campate seriali con tetto a capanna costruite in cotto e pietra locale, con finestrella circolare ed aperture a piattabanda ribassata; da questi edifici si sviluppa l'antica ciminiera in cotto, rinforzata da cerchiaggi metallici. Nelle immediate vicinanze i locali della falegnameria con tetto a capriate lignee, la centralina elettrica, il deposito per le attrezzature antincendio d'epoca, il basso edificio per il deposito delle biciclette degli operai.
Il più vasto ambiente del lanificio infine, destinato un tempo a garzatura, filatura, ritorcitura e tessitura, consiste in un edificio a shed strutturato in diciannove campate scandite all'interno da colonnine in ghisa, travature in legno e soffittatura lignea. Questi ambienti, posti nell'area nord del complesso, non sono purtroppo stati oggetto del restauro generale dello stabilimento e versano in un preoccupante stato di degrado.

## Strutture complementari
Prendendo come modello di riferimento quanto fatto costruire dal lanificio Rossi per offrire una soluzione abitativa ai propri dipendenti, anche il lanificio Cazzola fece edificare lungo via Riboli una serie di case a schiera per le maestranze del lanificio, riprendendo in scala ridotta lo schema già utilizzato nel più prestigioso, antico e limitrofo quartiere operaio, fatto costruire appunto da Alessandro Rossi; tali abitazioni offrirono una sistemazione a circa 90 operai del lanificio e sono ancora oggi utilizzate come abitazioni private.
Merita infine una menzione l'elegante villino padronale fatto costruire in prossimità dell'ingresso della fabbrica da Luigi Cazzola a inizio novecento, realizzato su modelli vicini al liberty.